# Dave Hill
Pour les articles homonymes, voir Dave Hill (homonymie).
Dave Hill est un musicien britannique né le 4 avril 1946 à Holbeton, dans le Devon. Il est le guitariste du groupe de rock Slade.

## Biographie
Dave Hill est né à Flete House, un manoir du XVIIe siècle converti en maternité de fortune pendant la Seconde Guerre mondiale. Ses parents déménagent à Wolverhampton alors qu'il n'a qu'un an. Il reçoit sa première guitare à l'âge de 13 ou 14 ans et forme un groupe appelé The Young Ones avec des camarades de classe. Il arrête sa scolarité à 15 ans et décroche un emploi au sein de l'entreprise de matériaux de construction Tarmac (en) qu'il déteste. Il s'oriente ensuite vers une carrière de musicien à temps plein, avec la bénédiction de ses parents, et rejoint le groupe The Vendors dans lequel officie le batteur Don Powell. Rebaptisés The 'N Between, le groupe est rejoint par le chanteur Noddy Holder et le bassiste Jim Lea. Ce quatuor devient Ambrose Slade en 1969, puis simplement Slade en 1970.
Slade rencontre le succès dans la première moitié des années 1970 avec une série de singles et d'albums de glam rock. Les quatre membres du groupe portent des costumes extravagants, mais c'est Dave Hill qui se distingue le plus visuellement avec sa coupe de cheveux, son maquillage, ses vêtements colorés et ses talons hauts. Il se donne l'image d'un loubard inculte, ou « yob » en anglais : sa guitare John Birch est baptisée « Superyob » et ses voitures ont pour plaque d'immatriculation « YOB 1 ». Il ne participe pas à l'écriture des chansons de Slade, domaine réservé au tandem Holder-Lea à qui il aime dire : « vous, vous les écrivez, et moi, je les vendrai » (« you write them and I'll sell them »).
Slade se sépare en 1992, lorsque Holder et Lea quittent le groupe. Hill et Powell décident de continuer à jouer ensemble avec d'autres musiciens sous le nom de Slade II. Cette nouvelle incarnation du groupe sort un album en 1994, Keep on Rockin', et reprend le nom de Slade en 1997. Hill en est le dernier membre d'origine depuis 2020.
En 2017, Dave Hill publie son autobiographie, So Here It Is, via la maison d'édition à financement participatif Unbound, avec un avant-propos de Noddy Holder et une postface de Noel Gallagher.